# Periclimenes parasiticus
Periclimenes parasiticus är en kräftdjursart som beskrevs av Lancelot Alexander Borradaile 1898. Periclimenes parasiticus ingår i släktet Periclimenes och familjen Palaemonidae. Inga underarter finns listade i Catalogue of Life.